# NGC 3169
NGC 3169 je galaksija u zviježđu Sekstantu. Galaksije je dominantan član jata galaksija koji nosi naziv NGC 3169 Grupa te je na nebu prividno u neposrednoj blizini NGC 3166.
| Ime      | Tip  | Rektascenzija (J2000) | Deklinacija (J2000) | Radijalna brzina(km/s) | Udaljenost MPc | Prividni sjaj |
| -------- | ---- | --------------------- | ------------------- | ---------------------- | -------------- | ------------- |
| NGC 3169 | SAa  | 10h 14m 15.0s         | +03° 27′ 58″        | 1238 ± 4               | 17,3 ± 1,2     | 10,2          |
| NGC 3166 | SAB0 | 10h 13m 45.8s         | +03° 25′ 30″        | 1345 ± 5               | 18,8 ± 1,4     | 10,39         |
| NGC 3156 | S0   | 10h 12m 41.2s         | +03° 07′ 46″        | 1338 ± 5               | 18,7 ± 1,4     | 12.3          |
| NGC 3165 | SA   | 10h 13m 31.3s         | +03° 22′ 30″        | 1340 ± 5               | 18,7 ± 51,4    | 13,9          |
| UGC 5539 | IBm  | 10h 15m 55.3s         | +02° 41′ 14″        | 1281 ± 4               | 17,9 ± 1,3     | 15,9          |

## Vanjske poveznice
- SEDS: NGC 3169